# Кульман Єлизавета Борисівна
Єлизавета Борисівна Кульман (нім. Elisabeth Kulmann, 5 (17) липня 1808, Санкт-Петербург — 19 листопада (1 грудня) 1825, Санкт-Петербург) — російська та німецька поетеса, перекладачка.

## Біографія і творчість
Народилася в сім'ї німецького офіцера, що служив у російській армії.
У дитинстві проявила феноменальні філологічні здібності, навчаючись стародавнім і новим мовам під керівництвом Карла Гросгейнріха. Знала одинадцять мов. Складала вірші на німецькій, російській, італійській і французькій мовах. Переклала Оди Анакреонта на російську, німецьку і італійську мови білими віршами, драми В. Озерова — на німецьку мову.
Її німецькомовні поезії удостоїлися похвали Гете і Жана-Поля, а згодом були покладені на музику Робертом Шуманом.
Наприкінці життя користувалася покровительством царської сім'ї.
Померла у віці 17 років. Похована спочатку на Смоленському кладовищі в Санкт-Петербурзі, де був встановлений пам'ятник роботи Олександра Трескорні. Але в 1930-ті роки поховання перенесене на «Літературні містки» в Олександро-Невську лавру.

## Видання творів Кульман
- Кульман Е. Б. Пиитические опыты. — СПб., 1833. 1839.
- Kulmann Elisabeth. Sämmtliche Gedichte — S.-Pb., 1835. — 200 S.
- Кульман Е. Б. Сказки Елисаветы Кульман в трех частях. — СПб., 1839. — 286 c.
- Kulmann E. Saggi poetici. — S.-Pietroburgo, 1839. — XXIII, 191 S.
- Кульман Е. Б. Полное собрание русских, немецких и итальянских стихотворений.

— СПб., 1841.
- Kulmann Elisabeth. Sämmtliche Gedichte — Leipzig, 1844. — 132; 288 S.
- Kulmann E. Saggi Poetici di Elisabetta Kulmann. — Milano, 1845, 1846, 1847.
- Kulmann Elisabeth. Sämmtliche Dichtungen — Frankfurt a. M., 1851. — CXXXIII, 670 S.; 1857. — CXXVIII, 724 S.
- Kulmann E. Dichtungen. Ausgewahlt und mit einer Einleitung versehen von Franz Miltner. — Heidelberg, 1875. — XXII, 145 S.
- Kulmann E. Mond, meiner Seele Liebling: e.Ausw. ihrer Gedichte. — Heidelberg, 1981.

## Музичні твори на вірші Кульман

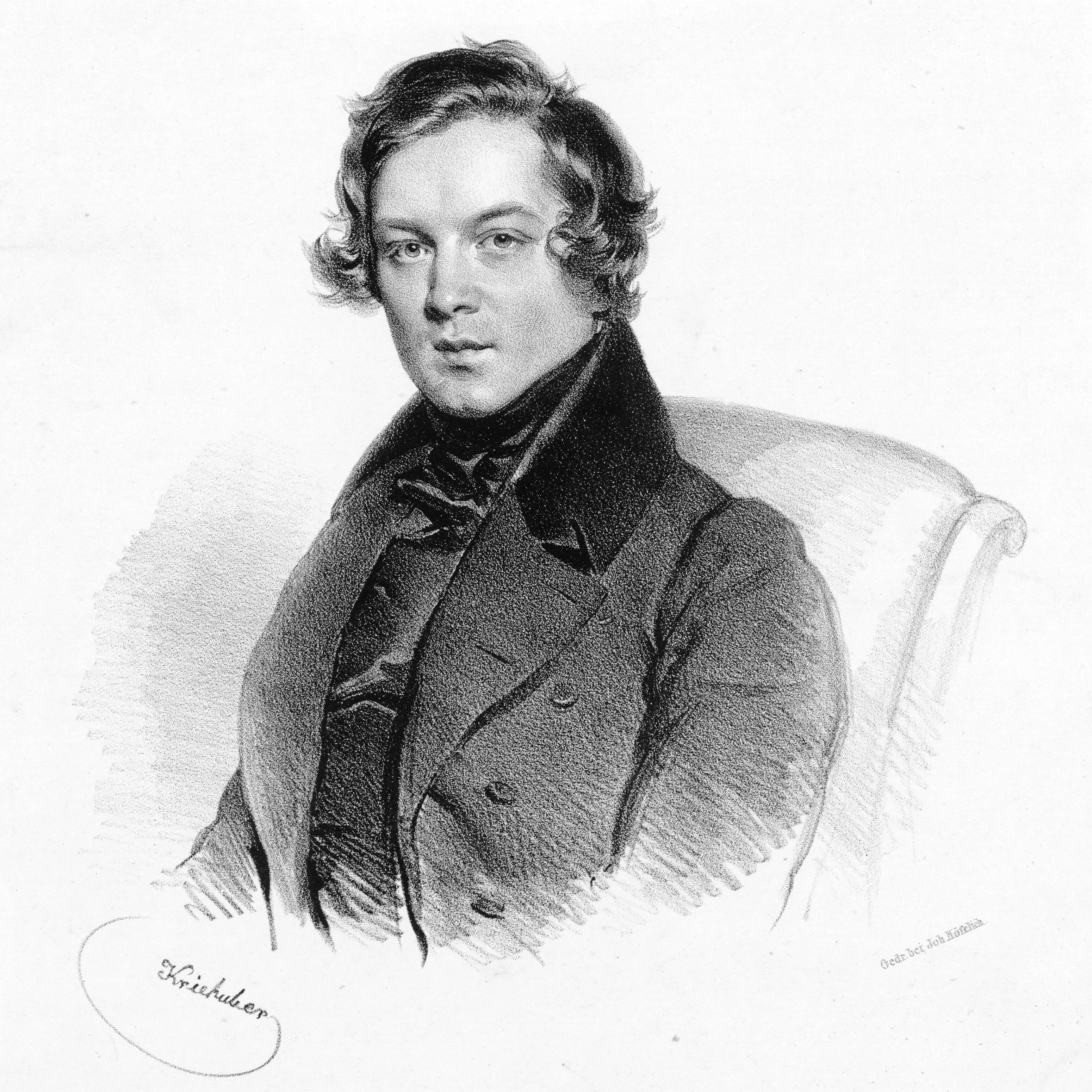
Композитор Роберт Шуман

- Schumann R. Mädchenlieder von Elisabeth Kulmann für 2 Sopran-St. jder Sopran u. Alt mit Begleitung des Pianoforte. Op. 103. — Leipzig.: Fr. Kistner, [1851]. — 11 S.
  - Шуман Р. [Дівочі пісні Єлизавети Кульман: Для двох сопрано (або сопрано і альта) з фортепіано] / Пер. з нім. В.Хорват // Шуман Р. Зібрання вокальних творів. Т.6. — М.: Музика, 1972. — С. 102—109.
- Schumann R. Sieben Lieder von Elisabeth Kulmann zur Erinnerung an die Dichterin für eine Singstimme mit Begleitung des Pianoforte componirt von Rob. Schumann. Op.104. — Leipzig.: Fr. Kistner, [1851]. — 18 S.
  - Шуман Р. «Сім пісень [Єлизавети Кульман. На згадку про поетесу.]»: Для голосу з фортепіано. Ор.104. / Пер. з нім. М.Комаріцкого // Шуман Р. Зібрання вокальних творів. Т.5. — М.: Музика, 1969. — С. 55-68.